# Партизанське (Ялтинський район)
Партиза́нське (до 1945 року — Гірська Лаванда, крим. Ğirska Lavanda, Dağlı Lavanda) — селище в Україні, у складі Ялтинського району Автономної Республіки Крим.
Відстань від райцентру до населеного пункта становить 9 кілометрів по прямій.
За даними селищної ради на 2009 рік, селище займало площу 6 гектарів, на якій проживало 56 осіб.